# 16e régiment du génie
Le 16e régiment du génie est une unité de l’armée française héritière du 16e bataillon du génie, constitué en 1875. Unité du génie militaire, il s’est distingué lors de la Première Guerre mondiale.

## Historique
Les organisations successives de l'armée françaises jusqu'en 1914 s'appuient sur les lois organiques établies par Patrice de Mac Mahon en 1873. À cette date, il est décidé que chaque corps d'armée disposera d'un bataillon du génie à cinq, puis six compagnies (quatre compagnies de combat, une compagnie de parc, une compagnie de pont). C'est en mai 1875, qu'est formé le 16e bataillon du génie, à Montpellier, rattaché au 2e régiment du génie.

### Première Guerre mondiale

#### 1914
Engagé dès le début de la Première Guerre mondiale en Alsace et dans les Vosges, il acquiert ses premiers titres de gloire à Charmois-Bischwiller et à l’Hartmannswillerkopf ou Vieil-Armand.

#### 1915
S'illustre sur le front de Champagne en 1915.

#### 1918
À la fin du conflit, huit compagnies du 16e bataillon du génie reçoivent la fourragère, aux couleurs de la Croix de guerre 1914-1918.

### Entre-deux-guerres
Le 16e bataillon du génie est dissous en 1919.

### Seconde Guerre mondiale
Le 16e bataillon du génie est reformé 20 ans plus tard en 1939, à Montpellier. Au début de la Seconde Guerre mondiale, il comprend deux compagnies de sapeurs-mineurs, une compagnie de sapeurs-télégraphistes et une compagnies de sapeurs-radiographistes.
Engagées initialement dans le Bas-Rhin, les différentes unités du bataillon participent aux combats de mai à juin 1940. Il est dissous peu de temps après l'Armistice de 1945.

### Depuis 1945
Le 16e bataillon du génie est reformé en 1946 dans le Tyrol autrichien. Il est alors constitué avec des éléments du génie ayant participé victorieusement aux campagnes de France, d'Allemagne et d'Autriche en 1944 et 1945.
Prenant en janvier 1953 l'appellation de 16e bataillon du génie de montagne, il est peu après dissous, pour la troisième fois, à la fin de cette même année.
C'est en 1958, qu'apparaît le 16e bataillon du génie de pontonniers. Il prend sa place au titre des Réserves au sein de la 62e division militaire territoriale où il assure sa mission d'aide au franchissement du Rhin et du mantien des communications dans le district sud de cette division. Mis en place par le CM4 (Centre mobilisateur N° 4) de Mulhouse, son corps parrain est le 9e régiment du génie de Neuf-Brisach.

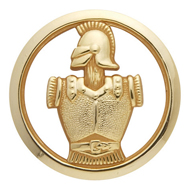
Insigne de béret du génie

Il est stationné sur l'ancienne Base héliportée (Base Leguay) de Rixheim. Le 16e régiment du génie est dissous quelques mois avant la dissolution du 9e régiment du génie. Ce régiment était composé de 51 officiers, 161 sous-officiers et 793 hommes du rang.
Au titre des activités facultatives, le 16e régiment du génie, lors des rallyes nationaux a terminé septième à la finale nationale de 1981, première en 1982. Elle a qualifié deux équipes en 1983 (classement: troisième et sixième en finale nationale) et deux équipes en 1984 (deuxième et quatrième en finale nationale).
15 % des cadres sont mutés au 12e régiment du génie.[Quand ?]

## Drapeau
Il ne porte aucune inscription:

## Insigne
l'insigne du 16e B.G. est un rectangle doré, broché en chef d’une cuirasse, et chargé d’un chamois sur des cimes enneigées.